# Таскаєво (Тальменський район)
Таска́єво (рос. Таскаево) — село у складі Тальменського району Алтайського краю, Росія. Входить до складу Новотроїцької сільської ради.

## Населення
Населення — 337 осіб (2010; 377 у 2002).
Національний склад (станом на 2002 рік):
- росіяни — 91 %